# Taťána Arntgolc
Taťána Albertovna Arntgolc rusky Татья́на Альбе́ртовна Арнтго́льц (*18. března 1982 Kaliningrad) je ruská divadelní a filmová herečka.

## Životopis
Narodila se 18. března 1982 v Kaliningradu do rodiny herců Kaliningradského oblastního dramatického divadla, zasloužilého umělce Alberta Alfonsoviče Arntgolce a herečky Valentiny Michajlovny Galič. Po pradědovi z otcovy strany má německé předky, předci matky byli ruští rolníci z Rostovské oblasti. Její o 20 minut mladší sestra - identické dvojče Olga a starší bratr Anton jsou rovněž herci.
Do deváté třídy se sestry učily v běžné škole, dále postoupily na kaliningradské lyceum č. 49 do herecké třídy Borise Bejněnsona. Krom toho se Taťána zabývala pětibojem[nepřesný odkaz] a moderní gymnastikou. Po absolvování lycea byla spolu se sestrou Olgou přijata na Vysokou divadelní školu M. S. Ščepkina  v Moskvě.

## Tvorba
Již od druhého semestru hrála roli studentky gymnázia tříd 10 - 11. B Káti Trofimové v pokračování oblíbeného televizního seriálu Prosté pravdy  (1999-2003) o žácích, učitelích a rodičích. Než v roce 2003 dokončila studia, natočila ještě malou vtipnou roli v minisérii Next (2001). Nepřijala angažmá v repertoárovém divadle, velká vytíženost při natáčení seriálů a filmů to ani nedovolovala. Během krátké doby se stala filmovou a především seriálovou hvězdou.
Film Divy v Rešetově  (2003) režiséra Michaila Levitina, ve kterém hrála pohádkovou bytost, získal v roce 2004 na filmovém festivalu "Usměj se, Rusko!" ve Velkém Novgorodu v nominaci "Nejlepší film pro děti" cenu "nejkouzelnější komedie".
Ve 4dílné minisérii Líbánky  (2003) hrála ústřední roli vrtkavé nevěsty Alji na svatební cestě plné boje.
Všeobecně známou ruskému publiku se stala v roli Věry, mladé ženy pronásledované představitelem státní moci, v seriálu Posedlost  (2004).
Ve filmu Poslední víkend  (2005) hrála roli Káti, která se přátelí s partou výrostků a hlavního hrdinu vodí za nos. Všem členům party vlastní sklon řešit problémy netradičně je postupně přibližuje strašnému konci.
Hrála jednu z hlavních rolí, postavu služky s čistou duší Jelizavetu Kolcovou, ve zdařilé 60dílné kostýmní romanci Talisman lásky  (2005). Děj místy úsměvného melodramatu se točí kolem rodiny průmyslníka Uvárova, žijící v paláci v Petrohradu 19. století. Nenápadnou, i když důležitou úlohu v něm sehrávají nadpřirozené síly. Seriál byl obsazen dlouhou řadou významných herců a vycházejících hvězd, z nich Anatolij Bělyj s Taťánou hrál také v sériích Posedlost, Furceva a Tanec na žhavém uhlí, Nikita Zverjev ve válečné sérii Silnější než výstřel, Grigorij Antipenko ve filmu Ten večer andělé plakali a v divadelní hře Dva na houpačce, Alexandr Ďjačenko v seriálu Sňatek podle závěti.
V nejlepším smyslu ozdobila detektivní seriál Blázinec (2006), ve kterém hrála roli jedné z obětí válečného zločinu, ošetřovatelky Káťi, a roli jí podobné ošetřovatelky Světlany ze současnosti. Vyšetřování vraždy chovance ústavu, jediného svědka strašné události z války, nakonec odhaluje viníka obou zločinů. Přítele Světlany, místního policistu, věřícího v budoucnost ruské vesnice, hrál Kirill Pletňov. Spolu s Taťánou hrál též ve filmech V dešti střel a Druhé povstání Spartaka.
Ve třetím dílu válečného filmu V dešti střel  (2006) sehrála zapamatovatelným způsobem roli zdravotní sestry lazaretu Věry Sviridové.
Velký herecký výkon podala v roli Věry v seriálu A přesto miluji…  (2006) podle stejnojmenné knihy Jeleny Charkovy . Věra Ivanova je zprvu mladou krásnou a naivní ženou, která se nerozumně provdala do prominentní rodiny 70. let a je později díky nenávistné tchyni a svému manželi s vadou charakteru, uvržena do bídy a po dalších životních pádech umírá na tuberkulózu v ještě mladém věku podobna stařeně. Pro Taťánu to představovalo zahrát velkou změnu nejen v nalíčení, ale i v chování a hlase tak, aby tomu divák uvěřil, což se podle ohlasu diváků podařilo. Děj seriálu ale není jen tragický. V komediálních scénách Taťána předvedla, že smysl pro humor je jí vlastní. Uměleckým ztvárněním scén zobrazujících hluboké lidské city seriál výrazně překonal úroveň běžné televizní zábavy.
Při výrobě 4dílné série Silnější než výstřel (2007) byl použit film Ни шагу назад s Nikitou Zverjevem v roli poručíka Viktora Suchanova. Film byl rozstříhán na několik částí a prodloužen na dvojnásobek doplněním o příběh učitelky Mariny, Viktorovy nevěsty a později vyškolené diverzantky-radistky, kterou hrála Taťána. V této roli se prvně předvedla jako chladnokrevná věrná bojovnice.
Velký úspěch u diváků měl 12dílný seriál Sňatek podle závěti  (2008) s pracovním názvem Путь к мечте natočený podle románů Evženie Žarinovy Sňatek podle závěti a Rozvod s magnátem. V ústřední roli Sandry zde Taťána hraje ženu, která ve frustrující životní situaci přistoupí na podmínky vysoké hry a stává se ženou s falešnou identitou v zámožných kruzích, což je samozřejmě spojeno s mnohým nevkusem a nebezpečím. A protože u tohoto bondovského žánru tolik nezáleží na reálnosti děje, dobře tu vynikla excelentní hra Taťány na dokonale noblesní ženu, snažící se chránit své dítě ve světě plném špatné vůle. Natáčelo se v Londýně, v Baku, v Moskvě a okolí, též v Praze. Dále podle scénáře Olgy Gurovy vznikly pokračovací série Návrat Sandry  (2011) a Tanec na žhavém uhlí  (2013), které téma vytěžily bez ztráty kvality.
V komediální sérii Šikulky  (2009) hrála striptérku Natašu, která si činí starost o svou stále svobodnou sestru, učitelku Káťu (Olga Arntgolc). Podá pod jejím jménem žádost do sňatkové agentury. Fotografie, na kterých se nechala vyfotit pro potřeby agentury, unikly a objevily se na titulní stránce pánského časopisu. Učitelka je profesně znemožněna a vyhozena ze zaměstnání. Zaměstná se u onoho vydavatele jako soukromá vychovatelka jeho synka a po peripetiích se vezmou. Nataša náhle uvidí muže ve svém stylistovi a také se vdává.
Minisérie Tráva pod sněhem  (2010) byla natočena podle stejnojmenného románu Věry Koločkové a název je asi optimistický. Taťána v něm hraje hlavní roli sympatické Lesji, která je podobně jako Věra v seriálu A přesto miluji… po svatbě silně zklamána. Poté, co ji novomanžel raději vyhnal, než by se vzdal místa ve službách, musí se sama emancipovat v průmyslové logistice a později v kuchyni. Přitom ještě vychovává malého chlapce, kterého u ní zanechala její sestra emigrantka. Má ale štěstí, že ji dobrá duše levně ubytovala. Později ji potká samostatný mladý muž (Pavel Baršak), který se stejně jako ona sám čestně pere se životem, a nezkazí to ani fakt, že jeho otec (Alexej Gorbunov), kterého dosud nepoznal, je mocí i nemocí zkorumpovaný.
V 12dílném životopisném televizním seriálu Furceva  (2011) ji byla svěřena postava mladé Kateřiny Furcevy, významné sovětské političky, jediné členky politbyra strany své doby a ministryně kultury SSSR 60. let. Od 6. dílu ji v roli vystřídala Irina Rozanova. V úvodních titulcích je poctivě deklarováno, že film není rekonstrukcí skutečnosti, ale pouze pokusem zachytit atmosféru doby a osud hrdinky z pohledu dneška.
V seriálu Zkouška ryzosti  (2011) se Taťána v roli půdní ekoložky Julie připlete k rozkrytí mafie sibiřského městečka Čita zneužívající čínské utečence k otrocké práci při ilegální těžbě zlata v soukromém "gulagu". Jevgenij Pronin hrál spolu s Taťánou hlavní roli též v seriálu Pokušení.
Dobrý ohlas u diváků získal seriál Vlaštovčí hnízdo  (2012), v kterém Taťána hrála hlavní roli obětavé studentky a později chirurga Izaídy Kornilovy. V tomto seriálu hrál roli jejího manžela její skutečný manžel Ivan Židkov. Spolu též hráli ve filmu Čistá zkouška a v divadelních hrách Pět večerů a Nehas co tě nepálí.
V dobrodružném filmu Viktoria  (2012) hrála ženu vojáka uneseného drogovou mafií, hledající uneseného syna ve fiktivním státě Šarifstánu, ochotnou k libovolné oběti pro své dítě. Děj se z velké části odehrává v exotickém exteriéru, natočeném ve skutečnosti na Krymu.
V seriálu Ostřelovači: Láska na mušce  (2012) sehrála roli frontové bojovnice, která čelí lásce ke svému milenci (rakouský herec Wolfgang Cerny), též ostřelovači, na straně nepřítele. Děj má svou zdánlivou logiku, je dobře natočen a dá se o něm přemýšlet.
Ústřední roli pilotky Evženie Zvonarjovy sehrála v seriálu Noční vlaštovky  (2013), ve kterém se autoři filmu pokoušeli připomenout nelehký úděl sovětských bojových letkyň během Velké vlastenecké války.
V polském filmu Fotograf (2014) hrála roli policejní vyšetřovatelky Nataši. Film je detektivka ve dvou časových rovinách, o praktickém používání nepravdy. Sériový vrah Fotograf jediné Nataše nemohl ublížit což využili při jeho pronásledování do Lehnice. Film byl v ČR uveden na stanici ČT ART.
V souvislosti s konáním XXII. ZOH v Soči vznikl film Šampióni  (2014). V pěti dramatických příbězích podle skutečnosti jsou vzpomenuta slavná vítězství Ruska v zimních sportech. Taťána hraje roli krasobruslařky Jeleny Běrežné, která se po vážném úrazu díky kolegovi Antonu Sicharulidze vrací na led. Ve dvojici získávají zlato na ZOH 2002. Konstantin Krjukov hrál roli jejího přítele již v sérii Vlaštovčí hnízdo.
Seriál Pokušení  (2014) přinesl Taťáně roli zdravotní sestřičky Věry z provinčního průmyslového města. Věra chce mít život jako z pohádky a skutečně se zamiluje do syna majitele místní vagonky, který se ji rozhodl získat. Okolnosti ale nejsou příznivé a podrobují jejich vztah náročnému testu.
Vedle sestry Olgy hrála ve filmu Glanc a v seriálech Prosté pravdy, Nač potřebuješ alibi? a Šikulky. Přestože v mladším věku byly sestry na první pohled velmi podobné, jako herečky jsou charakterově rozdílné. Mohou se ale v případě nezbytnosti zastoupit nebo dabovat. V několika divadelních hrách se alternovaly.
Jako herečka Moderního divadla antreprízy  vystupuje od 1. listopadu 2012 spolu s Grigorijem Antipenkem v představení Dva na houpačce .

Lyrická komedie Křižovatky lásky  měla premiéru 22. července 2015 a s Taťánou v ní hraje Alena Chmelnická, Jelizaveta Saksina a Sergej Gorobčenko, známý ze seriálu Moskva - Centrální obvod.
Taťána je povahově prakticky univerzální herečka, i když vysloveně zlou povahu hrála jen v jedné malé roli v sérii Nač potřebuješ alibi?.

## Osobní život
Na konci roku 2008 se provdala za herce Ivana Aleksejeviče Židkova. Dne 15. září 2009 se jim narodila dcera Marija Židkova. Rozvedli se v létě 2013.

## Filmografie
| Rok             | Film                                                                                   | Režie                                               | Žánr                      | Délka                   | Role                                                         |
| --------------- | -------------------------------------------------------------------------------------- | --------------------------------------------------- | ------------------------- | ----------------------- | ------------------------------------------------------------ |
| od 2000 do 2003 | Prosté pravdy (Простые истины)                                                         | Jurij Bjeleňkij, Jevgenij Starkov                   | TV seriál                 | 168 dílů z 57 - 350     | studentka Káťa Trofimova                                     |
| 2001            | Next (Следующий)                                                                       | Oleg Fomin                                          | krimi                     | 2. a 4. dil první série | Nata                                                         |
| 2003            | Moskva. Centrální obvod (Москва. Центральный округ)                                    | Vladimir Ščegolkov                                  | detektivní                | 12 dílů                 | výtvarnice skla Nijole Ušinskas hlas dabovala Edita Stundite |
| 2003            | Denní zástupce (Дневной представитель)                                                 | Vitalij Vorobjov                                    | fantasy                   | film                    | Yvetta                                                       |
| 2003            | Divy v Rešetově (Чудеса в Решетове)                                                    | Michail Levitin                                     | fantasy komedie           | film                    | rusalka Inka Berendějeva                                     |
| 2003            | K čemu potřebuješ alibi? (Зачем тебе алиби?)                                           | Rauf Kubajev                                        | krimidrama                | 4 díly                  | podvodnice Nataša                                            |
| 2003            | Kavalíři Mořské hvězdy (Кавалеры Морской Звезды)                                       | Jevgenij Zvězdakov                                  | detektivní                | 8 dílů                  | Olga                                                         |
| 2003            | Líbánky (Медовый месяц)                                                                | Oleg Kompasov                                       | krimidrama                | 4 díly                  | nevěsta Alja                                                 |
| 2004            | Moskva. Centrální obvod 2 (Москва. Центральный округ 2)                                | Olga Perunovskaja                                   | detektivní                | 8 dílů                  | těhotná Nijole                                               |
| 2004            | Posedlost (Наваждение)                                                                 | Anna Legčilova, Dmitrij Lesněvskij, Tanvir Kchan    | melodrama                 | 8 dílů                  | Věra                                                         |
| 2004            | Nový rok se nekoná (Новый год отменяется!)                                             | Vadim Šmeljov                                       | novoroční krimi komedie   | film                    | Káťa                                                         |
| 2005            | Poslední víkend (Последний уик-энд)                                                    | Pavel Sanajev                                       | krimidrama                | film                    | Káťa                                                         |
| 2005            | Talisman lásky (Талисман любви)                                                        | Alexandr Nazarov, Stanislav Libin, Anexandr Smirnov | melodrama                 | 60 dílů                 | Liza Kolcova                                                 |
| 2005            | Brilianty pro Julii (Бриллианты для Джульетты)                                         | Valerij Čikov                                       | novoroční krimi komedie   | 4 díly                  | Lena                                                         |
| 2006            | Blázinec (Дурдом)                                                                      | Anatolij Matěško                                    | detektivní                | 12 dílů                 | ošetřovatelky Káťa Filippova a Světlana Kulik                |
| 2006            | Lov na génia (Охота на гения)                                                          | Jurij Kuzmenko                                      | konspirační               | 16 dílů                 | televizní reportérka Anja Galkina                            |
| 2006            | V dešti střel (Под ливнем пуль) seriál Konfrontace (Противостояние) film = 3. + 4. díl | Vitalij Vorobjov                                    | válečný                   | 3. díl ze 4             | sestra lazaretu Věra Sviridova                               |
| 2006            | Druhá míza, neboli Velkolepá čtyřka (Бес в ребро, или Великолепная четвёрка)           | Jurij Muzyka, Konstantin Smirnov                    | komedie                   | 12 dílů                 | studentka a modelka Kateřina                                 |
| 2006            | Leningradec. Cizí život (Ленинградец. Чужая жизнь)                                     | Konstantin Chuďakov                                 | komedie                   | 3. a 4. ze 4 dílů       | Anjuta                                                       |
| 2006            | Kaktus a Jelena (Кактус и Елена)                                                       | Vladimir Balkašinov                                 | melodrama                 | film                    | Jelena                                                       |
| 2006            | A přesto miluji… (И всё-таки я люблю…)                                                 | Sergej Ginzburg                                     | melodrama                 | prvních 19 z 24 dílů    | Věra                                                         |
| 2007            | Glanc (Глянец)                                                                         | Andrej Končalovskij                                 | tragikomedie              | film                    | Oksana                                                       |
| 2007            | Silnější než výstřel (Сильнее огня nebo Двое и Война)                                  | Vitalij Vorobjov, Jevgenij Zvězdakov                | válečný                   | 4 díly                  | učitelka a diverzantka-radistka Marina Samojlova             |
| 2008            | Ten večer andělé plakali (Этим вечером ангелы плакали)                                 | Andrej Volgin, Maxim Kondratěnko                    | experiment                | film                    | Táňa                                                         |
| 2008            | Sňatek podle závěti (Брак по завещанию)                                                | Vasilij Serikov                                     | dobrodružný               | 12 dílů                 | Alexandra Kozinceva alias Sandra Seymour                     |
| 2008            | Dcerka (Дочка)                                                                         | Maxim Mokrušev                                      | melodrama                 | film                    | prostitutka Lera Ivanova                                     |
| 2009            | Šikulky (Лапушки)                                                                      | Olga Muzaleva                                       | komedie                   | 8 dílů                  | striptérka Nataša                                            |
| od 2009         | Srdce nepřítele (Сердце врага)                                                         | Alexandr Vysokovskij                                | válečný                   | údajně nepovolen        | žena německého pilota Elsa Vesling                           |
| 2010            | Tráva pod sněhem (Трава под снегом)                                                    | Vladimir Janoščuk                                   | melodrama                 | 4 díly                  | Lesja                                                        |
| 2011            | Furceva. Legenda o Kateřině (Фурцева. Легенда о Екатерине)                             | Sergej Popov                                        | životopisný               | prvních 5 z 12 dílů     | politička Kateřina Furceva v mládí                           |
| 2011            | Sňatek podle závěti. Návrat Sandry (Брак по завещанию. Возвращение Сандры)             | Vasilij Serikov                                     | dobrodružný               | 8 dílů                  | Alexandra Kozinceva alias Sandra Seymour                     |
| 2011            | Zkouška ryzosti (Чистая проба)                                                         | Konstantin Statskij, Alexej Prazdnikov              | krimi melodrama           | 8 dílů                  | pedoložka Julie                                              |
| 2012            | Vlaštovčí hnízdo (Ласточкино гнездо)                                                   | Dmitrij Tjurin                                      | melodrama                 | 12 dílů                 | Ida                                                          |
| 2012            | Viktoria (Виктория)                                                                    | Andrej Džunkovskij                                  | dobrodružný               | 8 dílů                  | Viktoria                                                     |
| 2012            | Ostřelovači: Láska na mušce (Снайперы: Любовь под прицелом)                            | Zinovij Rojzman                                     | válečné melodrama         | 8 dílů                  | ostřelovačka Kateřina Rodionova                              |
| 2013            | Druhé povstání Spartaka (Второе восстание Спартака)                                    | Vasilij Pičul                                       | krimi melodrama           | 10 dílů                 | polská odbojářka Beata                                       |
| 2013            | Noční vlaštovky (Ночные ласточки)                                                      | Michail Kabanov                                     | válečné melodrama         | 8 dílů                  | pilotka Evženie Zvonarjova                                   |
| 2013            | Fotograf                                                                               | Waldemar Krzystek                                   | detektivní                | film                    | policistka Nataša Sinkina                                    |
| 2013            | Sňatek podle závěti. Tanec na žhavém uhlí (Брак по завещанию. Танцы на углях)          | Nikolaj Borc                                        | dobrodružný               | 9 dílů                  | Alexandra Kozinceva alias Sandra Seymour                     |
| 2014            | Šampióni (Чемпионы)                                                                    | Dmitrij Djužev                                      | sportovní                 | film                    | krasobruslařka Jelena Běrežná                                |
| 2014            | Pokušení (Соблазн)                                                                     | Olga Subbotina                                      | krimi melodrama           | 16 dílů                 | Věra Matvejeva                                               |
| 2015            | Kult (Культ)                                                                           | Oleg Fesenko                                        | dobrodružný               | 12 dílů                 | Naděžda Ljubavina                                            |
| 2015            | Minulost umí čekat (Прошлое умеет ждать)                                               | Igor Nurislamov                                     | detektivní                | 4 díly                  | Polina Kirsanova                                             |
| 2015            | Argentina (Аргентина)                                                                  | Sergej Krutin                                       | novoroční krimi melodrama | 4 díly                  | Olga Metelská                                                |
| 2016            | 25. hodina (25-й час)                                                                  | Nikolaj Michajlov                                   | krimi drama               | 12 dílů                 | novinářka Anna Gromova                                       |
| 2016            | Provokatér (Провокатор)                                                                | Vadim Šmeljov, Stanislav Šmeljov                    | krimi melodrama           | 20 dílů                 | Alina Markina                                                |
| 2017            | Mnich (Монах)                                                                          | Danil Grinkin                                       | duchovní                  | film 19 min.            | Kateřina                                                     |
| 2017            | Návnada pro anděla (Наживка для ангела)                                                | Valerij Děvjatilov                                  | melodrama                 | 16 dílů                 | Dáša Pantělejeva                                             |
| 2016            | Dvojí žívot (Двойная жизнь)                                                            | Igor Mužžuchin                                      | krimi melodrama           | díly 3 až 8             | advokátka Naděžda Strojeva                                   |
| 2018            | Nový člověk (Новый человек)                                                            | Arťom Nasybulin                                     | melodrama                 | ve výrobě               | Irina                                                        |

## Divadlo
- Pohádky Starého Arbatu (Сказки Старого Арбата) — Viktoša — podle hry Alexeje Arbuzova, VIP-divadlo (ВИП-театр), režie Olga Švedova
- Pět večerů (Пять вечеров) — Káťa — autor hry Alexandr Volodin, Divadelní společnost "Art" s.r.o. (Театральная компания «Арт» ООО), režie Olga Anochina
- Triky starého kozla (Шашни старого козла) — Saša — autor hry Vitalij Krym, Divadelní dům Milénium (Театральный дом Миллениум), režie Olga Švedova
- Poklad ostrova Pelikan (Сокровище острова Пеликан) — Yvonne Traut — podle hry Treasure on Pelican od J. B. Priestley, režie Boris Morozov
- Co tě nepálí, nehas (Не будите спящую собаку) — Betty Whitehouse — podle hry Dangerous Corner od J. B. Priestley, Divadelní společnost "Příběh" (Театральная компания «Сюжет»), režie Olga Švedova
- Dva na houpačce (Двое на качелях) — Gittel Mosca — podle hry Two for the Seesaw od Williama Gibsona, Moderní divadlo antreprízy (Современный Театр Антрепризы), režie Alexej Kirjušenko
- Křižovatky lásky (Перекрестки любви) — Šura — podle hry Фантазии Фарятьева od Ally Sokolové, Moderní divadlo antreprízy, režie Rodion Občinnikov

## Televize
- Začátkem roku 2009 se účastnila televizního projektu Prvního kanálu Doba ledová 2 [29] s krasobruslením v páru s Maximem Staviským. Finále se nemohla ze zdravotních důvodů zúčastnit, zastoupila ji sestra Olga.
- Od 14.9.2018 na televizní stanici NTV spolu s Alexandrem Lazarevem uvádí pořad Čekej na mne (Жди меня) [30].

## Ocenění a nominace
- V rámci televizního projektu Prvního kanálu Doba ledová 2 (6.9.2008 - 24.4.2009) byla spolu s Maximem Staviským vyhodnocena jako Nejromantičtější pár [31].
- Při šestém ročním udílení ceny diváckých sympatií Hvězda Divadelního fandy (Звезда Театрала) [32], které proběhlo 2. prosince 2013, obdržela spolu s kolektivem cenu v nominaci Nejlepší anterpríza za hru Dva na houpačce.
- Při zakončení 13. festivalu Amurský podzim, které se konalo 20.9.2015 v Blagověščensku, ji byla udělena cena Zlatý jeřáb (Золотой журавль) [33] v kategorii nejlepší ženská role v anterprízním představení za roli ve hře Farjaťovy fantazie.
- Podpořila mladé, ještě studující autory při realizaci diplomního projektu filmu Mnich [34]. Při zakončení 3. Mezinárodního festivalu duchovně-mravního a rodinného filmu Svatý Vladimír (Святой Владимир), které se konalo 24.10.2017 v Sevastopolu ji za to byl udělen diplom za nejlepší ženskou roli. Dále na IPFF v Orlandu 20.1.2018 byla za tuto roli oceněna jako nejlepší herečka.